# Грабинский, Стефан
Стефа́н Граби́нский (пол. Stefan Grabiński; 26 февраля 1887, Каменка-Струмиловская — 12 ноября 1936, Львов) — польский писатель.

## Биография
Окончил филологический факультет Львовского университета. Преподавал в гимназии в различных польских городах (дольше всего, в 1917—1927 гг., в Перемышле). Умер от туберкулёза.

## Творчество
Дебютировал в печати в 1909 г. под псевдонимом Стефан Жальный (пол. Stefan Żalny) рассказом «Безумная усадьба». Значительное влияние на писателя имело его увлечение парапсихологией, религией, магией и кинематографом.
Грабинский считается одним из основоположников польской фантастической литературы. Наибольшую известность ему принесли рассказы в жанре хоррора и weird fiction из сборника «Демон движения», целиком построенного на мотивах поезда и железной дороги.

### Сборники рассказов
- «Из необычного. В сумерках веры» (пол. Z wyjatkow. W pomrokach wiary ; 1909)
- «На взгорье роз» (пол. Na wzgórzu róż; 1918)
- «Демон движения» (пол. Demon ruchu; 1919)
- «Безумный странник» (пол. Szalony pątnik; 1920)
- «Невероятная история» (пол. Niesamowita opowieść; 1922)
- «Книга огня» (пол. Księga ognia; 1922)
- «Страсть» (пол. Namiętność; 1930)

### Повести
- «Саламандра» (пол. Salamandra; 1924)
- «Тень Бафомета» (пол. Cień Bafometa; 1926)
- «Монастырь и море» (пол. Klasztor i morze; 1928)
- «Остров Итонго» (пол. Wyspa Itongo; 1936)

### Пьесы
- «Вилла над морем (Тёмные силы)» (пол. Willa nad morzem (Ciemne siły))

## Оценка
Прозу Грабинского ценил Станислав Лем, написавший послесловие к изданию повестей Грабинского в 1975 г., и режиссёр Роман Полански. Уже после смерти Грабинского в 1950 году вышла в свет диссертация Артура Хутникевича о его творческих изысканиях.